# 더 댄서 (2016년 영화)
《더 댄서》(La danseuse, THE DANCER)는 벨기에에서 제작된 스테파니에 디 쥬스토 감독의 2016년 드라마 영화이다. 소코 등이 주연으로 출연하였다.
2016년 칸 영화제의 주목할 만한 시선 부문에서 상영되었다.

## 출연

### 주연
- 소코
- 가스파르 울리엘
- 멜라니 티에리
- 릴리 로즈 멜로디 뎁
- 프랑소아 다미앙

### 조연
- 루이-도 드 렝퀘셍
- 아만다 플러머
- 드니 메노셰
- 데이빗 보리스
- 프란스 보이어
- 제임스 플린
- 윌리엄 휴스턴

## 기타
- 협력프로듀서: 필립 로기
- 미술: 칼로스 콘티
- 의상: 아나이스 로망